# Kalendarz juliański
Kalendarz juliański – kalendarz słoneczny opracowany na życzenie Juliusza Cezara przez astronoma greckiego Sosygenesa (wzorowany zapewne na reformie znanej z Kamienia z Kanopos) i wprowadzony w życie w roku 709 Ab urbe condita (45 p.n.e.) jako kalendarz obowiązujący w państwie rzymskim.
Obowiązywał w Europie przez wiele stuleci, np. w Hiszpanii, Portugalii, Polsce i Włoszech do 1582, w Rosji od 1700 do 1918 (wcześniej stosowano kalendarz bizantyński, w którym rok zaczynał się 1 września), a w Grecji aż do 1923, co powodowało dualizm dat nowego i starego porządku między różnymi państwami. Kalendarz juliański został zastąpiony przez kalendarz gregoriański w roku 1582; do dzisiaj jednak niektóre Kościoły wciąż posługują się tym kalendarzem.

## Reforma kalendarza
Powodem reformy kalendarza było rozregulowanie się wcześniej stosowanego księżycowego kalendarza rzymskiego, w wyniku czego w 708 a.u.c. (46 p.n.e.) kalendarzowy grudzień wypadał we wrześniu. Żeby ponownie zsynchronizować kalendarz z porami roku, rok 708 a.u.c. wydłużono o 80 dni. Był to „annus confusionis” (łac. rok zamieszania), liczył 445 dni.
Kalendarz juliański ustalał długość roku na 365 dni oraz jeden dzień dodatkowy co 4 lata, w latach przestępnych. Średnia długość roku wynosiła 365,25 dnia. W wyniku reformy zmianie uległa długość poszczególnych miesięcy:
- Martius (31) – poświęcony Marsowi,
- Aprilis (30) – poświęcony Wenus,
- Maius (31) – poświęcony wszystkim bogom,
- Iunius (30) – poświęcony prawdopodobnie Lucjuszowi Juniusowi Brutusowi, albo Junonie,
- Quintilis (31) = ‘piąty’,
- Sextilis (31) = ‘szósty’ – później Augustus na cześć cesarza Augusta,
- September (31) = ‘siódmy’ – cesarz Kaligula zamierzał zmienić nazwę miesiąca na „Germanicus”, jednak zmiany nie zostały oficjalnie przyjęte,
- October (30) = ‘ósmy’,
- November (31) = ‘dziewiąty’,
- December (30) = ‘dziesiąty’,
- Ianuarius (31) – poświęcony Janusowi,
- Februarius (28) – przeznaczony na odbywane przed początkiem nowego roku februa, czyli obrzędy oczyszczające.

Dopiero od 761 roku a.u.c. (8 n.e.) lata przestępne liczone są co 4 lata. Wcześniej, wbrew woli Cezara, liczono je najprawdopodobniej co 3 lata (zapewne przez pomyłkę albo niedbałość odpowiedzialnego kapłana). Pierwszymi latami przestępnymi były 45 p.n.e., 42 p.n.e. i 39 p.n.e. aż do 9 p.n.e., kiedy odkryto nieprawidłowość. W przeciągu 36 lat zamiast 9 wtrącono 12 dni. Dlatego też cesarz Oktawian August, objąwszy po śmierci Lepidusa stanowisko odpowiedzialnego za kalendarz najwyższego kapłana, zarządził, aby od roku 746 a.u.c. (9 p.n.e.) skorygować ten błąd, nie wstawiając przez 12 lat dodatkowych dni do 3 kolejnych lat przestępnych.
Na cześć Oktawiana Augusta miesiąc sierpień (Sextilis) nazwano jego imieniem (Augustus). Nieprawdą jest natomiast, że wydłużył on ten miesiąc kosztem lutego (gdyż jakoby miesiąc poświęcony Augustowi miał mieć taką samą długość jak poświęcony Cezarowi). W rzeczywistości długość miesięcy taka, jaką znamy dziś, została ustalona już za czasów reformy Cezara. Poniżej kolejność dla roku urzędowego (rok religijny nadal zaczynał się w marcu):
- Ianuarius (31) – poświęcony Janusowi,
- Februarius (28) – przeznaczony na odbywane przed początkiem nowego roku sakralnego februa, czyli obrzędy oczyszczające.
- Martius (31) – poświęcony Marsowi,
- Aprilis (30) – poświęcony Wenus,
- Maius (31) – poświęcony wszystkim bogom,
- Iunius (30) – poświęcony prawdopodobnie Lucjuszowi Juniusowi Brutusowi, albo Junonie,
- Iulius (31) – na cześć Juliusza Cezara, który urodził się w tym miesiącu,
- Augustus (31) – na cześć cesarza Augusta,
- September (30) = ‘siódmy’,
- October (31) = ‘ósmy’,
- November (30) = ‘dziewiąty’,
- December (31) = ‘dziesiąty’,

Na temat tego, które lata do 4 roku n.e. włącznie były przestępne, toczą się dyskusje historyków (zapewne były to lata 5 i 1 przed n.e. oraz 4 n.e.). Pewne są dopiero lata przestępne od 5 roku n.e. i stąd w Wikipedii dopiero od tego roku umieszczony został kalendarz dni tygodnia.
Kalendarz juliański utrzymał zewnętrzne cechy poprzedniego, księżycowo-słonecznego kalendarza rzymskiego, a zwłaszcza wstawianie dodatkowego dnia w roku przestępnym pomiędzy 24 a 25 lutego, oraz podział miesiąca na fazy księżyca (co w czysto słonecznym kalendarzu juliańskim nie miało odbicia w rzeczywistości i utrzymywało się siłą przyzwyczajenia). Dodatkowo, mimo zmiany długości miesięcy, terminy: Nony oraz Idy pozostały takie, jak przed reformą Cezara – to znaczy, Nony przypadały na 7., Idy natomiast na 15. dnia tych miesięcy, które w kalendarzu królewskim mają po 31 dni (jest to marzec, maj, lipiec i październik), a w pozostałych na 5. (Nony) i 13. (Idy). Terminy te straciły w ludzkiej świadomości związek z fazami księżyca na długo przed reformą juliańską.
Kalendarz juliański spóźniał się (o 1 dzień na 128 lat) w stosunku do słonecznego, został więc zastąpiony przez obecnie obowiązujący kalendarz gregoriański. Do dzisiaj jednak jest podstawą roku liturgicznego w Kościele Prawosławnym w niektórych krajach.

## Tydzień
W IV w. n.e. pod wpływem religii orientalnych zaczęto stosować podział miesiąca na tygodnie. Dni tygodnia nazywały się jak następuje:
- dies Solis – dzień słońca – niedziela
- dies Lunae – dzień księżyca – poniedziałek
- dies Martis – dzień Marsa – wtorek
- dies Mercurii – dzień Merkurego – środa
- dies Iovis – dzień Jowisza – czwartek
- dies Veneris – dzień Wenus – piątek
- dies Saturni albo Sabbatum – dzień Saturna – sobota

## Tabela przeliczania dat
Sposób przeliczania dat na rachubę naszego czasu przedstawia się w następujący sposób. Do dni 28, 30, 31 (liczby dni w miesiącu) dodajemy 2 i odejmujemy konkretne dni przed kalendami następnego miesiąca (np. 14 dzień przed kalendami grudniowymi: 30 + 2 − 14 = 18 listopada). W przypadku id i non obliczenia są podobne, z tą różnicą, że do stałych liczb non (5, 7) i id (13, 15) dodajemy 1, np.: 3 dzień przed nonami sierpniowymi: 5 + 1 − 3 = 3 sierpnia, 6 dzień przed idami marcowymi: 15 + 1 − 6 = 10 marca.
Niżej przedstawiona tabela upraszcza ustalanie rzymskich dat dziennych na daty według kalendarza gregoriańskiego bez potrzeby ich przeliczania.
Uwaga: W latach przestępnych w lutym dodawano jeden dzień – 6 dzień przed kalendami marcowymi. Wstawiany był pomiędzy 24 a 25 lutego.
| L.P. | miesiące /31 dni/ | miesiące /30 dni/ | miesiące /28 (29) dni/ | miesiące /31 dni/ | L.P. |
| --- | --- | --- | --- | --- | --- |
| X | - Ianuarius (styczeń) - Augustus (sierpień) - December (grudzień) | - Aprilis (kwiecień) - Iunius (czerwiec) - September (wrzesień) - November (listopad) | - Februarius (luty) | - Martius (marzec) - Maius (maj) - Iulius (lipiec) - October (październik) | X |
| | obliczanie | obliczanie | obliczanie | obliczanie | |
| 1. 2. 3. 4. 5. 6. 7. 8. 9. 10. 11. 12. 13. 14. 15. 16. 17. 18. 19. 20. 21. 22. 23. 24. 25. 26. 27. 28. 29. 30. 31. | Kalendis (Ianuariis, itd.) a.d. IV (Nonas Ianuarias, itd.) a.d. III pridie Nonis (Ianuariis, itd.) a.d. VIII (Idus Ianuarias, itd.) a.d. VII a.d. VI a.d. V a.d. IV a.d. III pridie Idibus (Ianuariis, itd.) a.d. XIX (Kalendas Februarias, a.d. XVIII Septembres, Ianuarias) a.d. XVII a.d. XVI a.d. XV a.d. XIV a.d. XIII a.d. XII a.d. XI a.d. X a.d. IX a.d. VIII a.d. VII a.d. VI a.d. V a.d. IV a.d. III pridie | Kalendis (Iuniis, itd.) a.d. IV (Nonas Iunias, itd.) a.d. III pridie Nonis (Iuniis, itd.) a.d. VIII (Idus Iunias, itd) a.d. VII a.d. VI a.d. V a.d. IV a.d. III pridie Idibus (Iuniis, itd.) a.d. XVIII (Kalendas Maias, Iulias, a.d. XVII Octobres, Decembres) a.d. XVI a.d. XV a.d. XIV a.d. XIII a.d. XII a.d. XI a.d. X a.d. IX a.d. VIII a.d. VII a.d. VI a.d. V a.d. IV a.d. III pridie (brak) | Kalendis (Februariis) a.d. IV (Nonas Februarias) a.d. III pridie Nonis (Februariis) a.d. VIII (Idus Februarias) a.d. VII a.d. VI a.d. V a.d. IV a.d. III pridie Idibus (Februariis) a.d. XVI (Kalendas Martias) a.d. XV a.d. XIV a.d. XIII a.d. XII a.d. XI a.d. X a.d. IX a.d. VIII a.d. VII a.d. VI a.d. V a.d. IV a.d. III pridie (brak) (brak) | Kalendis (Martiis, itd.) a.d. VI (Nonas Martias) a.d. V a.d. IV a.d. III pridie Nonis (Martiis, itd.) a.d. VIII (Idus Martias, Maias, a.d. VII Iulias, Octobres) a.d. VI a.d. V a.d. IV a.d. III pridie Idibus (Martiis, itd.) a.d. XVII (Kalendas Apriles, Iunias, a.d. XVI Augustas, Novembres) a.d. XV a.d. XIV a.d. XIII a.d. XII a.d. XI a.d. X a.d. IX a.d. VIII a.d. VII a.d. VI a.d. V a.d. IV a.d. III pridie | 1. 2. 3. 4. 5. 6. 7. 8. 9. 10. 11. 12. 13. 14. 15. 16. 17. 18. 19. 20. 21. 22. 23. 24. 25. 26. 27. 28. 29. 30. 31. |